# Oryctes latecavatus
Oryctes latecavatus är en skalbaggsart som beskrevs av Leon Fairmaire 1891. Oryctes latecavatus ingår i släktet Oryctes och familjen Dynastidae. Inga underarter finns listade i Catalogue of Life.